# Луис Бакалов
Луис Енрикес Бакалов (на испански: Luis Enríquez Bacalov) е аржентински и италиански композитор от български произход. Известен е с композирането на музика за филми.

## Биография
Луис Бакалов е роден на 30 август 1933 г. в град Буенос Айрес. Баба му е българка от Банат, която с дядо му емигрира в Аржентина. Музикалното си образование започва на 5 години при Енрике Барембойм и съвсем млад концертира с цигуларя Алберто Лизи.
През 50-те години на 20 век се премества да живее Италия. Пише и аранжира песни за Рита Павоне, Джани Моранди и др. Прочути италиански режисьори откриват таланта му, музиката на Бакалов звучи във филми на Федерико Фелини, Пиер Паоло Пазолини, Еторе Скола, Дамяно Дамяни и т.н. Търсен е в Холивуд, именно той пише част от саундтрака и за филма „Убий Бил“ 1 и 2 на Тарантино., както и част от саундтрака на филма „Джанго без окови“
Баща е на четири деца.

## Филмография
Актьор
- Жена на върха (2000)[3]

Музика
- Евангелието на Матея (1964)[3]

## Награди
Луис Бакалов получава първия си „Оскар“ за музиката на филма „Пощальонът“ през 1996 година.